# Andrew Duncan (Mediziner, 1773)
Andrew Duncan (* 10. August 1773 in Edinburgh; † 13. Mai 1832) war ein schottischer Arzt und Hochschullehrer an der University of Edinburgh.

## Leben
Duncan wurde in Edinburgh als Sohn von Andrew Duncan dem Älteren geboren. Er zeigte früh eine Neigung zur Medizin und lernte bei den edinburgher Chirurgen Alexander und George Wood von 1787 bis 1792 Medizin.:623 Er schloss sein Studium 1793 an der Universität Edinburgh mit M.A. und wurde 1794 M.D. promoviert. 1794 bis 95 vertiefte er seine Studien in London an der Windmill Street School unter Matthew Baillie:623 und William Cumberland Cruikshank und besuchte für zwei längere Perioden auch das europäische Festland, wo er an den medizinischen Schulen in Göttingen, Wien, Pisa, Neapel und einigen anderen Studienaufenthalte verbrachte. Während dieser Aufenthalte lernte er Persönlichkeiten wie Johann Friedrich Blumenbach, Johann Peter Frank, Antonio Scarpa, Lazzaro Spallanzani und weitere kennen. Als er nach Edinburgh zurückkehrte, war er für die damalige Zeit außergewöhnlich gut mit den Sprachen und den Kollegen auf dem Kontinent vertraut.
Nach seiner Rückkehr wurde er als Fellow des Royal College of Physicians of Edinburgh berufen und nahm eine Stelle an der Royal Public Dispensary an. Außerdem unterstützte er seinen Vater bei dessen Werk (Annals of Medicine).:508 Später wechselte er an das Fever Hospital im Queensberry House. 1803 verlegte er das Edinburgh New Dispensatory, eine deutlich verbesserte Auflage der Arbeit des Chemikers William Lewis. Das Buch gewann schnell an Popularität und erlebte 1822 seine zehnte Auflage. Es wurde nach Deutsch und Französisch übersetzt und in den USA mehrfach aufgelegt. Die notwendigen Aktualisierungen konsumierten einen erheblichen Teil von Duncans Zeit. Zudem übernahm er ab 1805 die Redaktion des Edinburgh Medical and Surgical Journal.:507
Seine Erfahrungen auf dem Kontinent hatten in Duncan die Überzeugung gefestigt, dass die Beziehungen von Staat und Medizin vertieft werden müssten, insbesondere im Zusammenhang mit der Strafgerichtsbarkeit. Er trug seine Argumente mehrere Jahre bei jeder sich bietenden Gelegenheit vor. Als Georg III. 1807 die Regius Professor of Forensic Medicine stiftete, war Duncan der Kandidat der Wahl.:473:623 Zwar war die Entlohnung aus der königlichen Kasse mit GBP 100 dotiert, aber der Besuch der Vorlesungen war nicht zwingend. Duncan musste also neben der Professur weitere Positionen erfüllen. So wirkte er von 1809 bis 1822 als Sekretär des Senatus und Bibliothekar der Universität. Von 1816 bis zu seinem Tod war er ein aktives Mitglied der Baukommission der Universität. 1819 gab er die Professur auf und übernahm gemeinsam mit seinem Vater den Lehrstuhl der Institutes of Medicine.:607 Sein Nachfolger in der Forensik-Professur wurde William Pulteney Alison.:623 1821 wurde er ohne Gegenkandidat zum Professor of Materia medica gewählt.:607 Dies war seine letzte Professur, in der er unermüdlich weiterarbeitete, sowohl die britischen als auch die Veröffentlichung des Kontinents studierte und seine Vorlesungen verbesserte. Seine wichtigste Arbeit war die Isolierung von Cinchonin aus der Chinarinde.
Duncans Schriften und seine kultivierte Art machten ihn zu einer Berühmtheit nicht nur auf den britischen Inseln, sondern auch auf dem Kontinent von wo ihn viele Besucher erreichten. Seine Arbeiten waren origineller als die seines Vaters, aber er verfügte nicht über dessen eiserne Konstitution.
1827 erkrankte Duncan an einem Fiber und seine Kräfte schwanden nach und nach. Er lehrte weiter Materia Medica, bis er am 13. Mai 1832 in Edinburgh verstarb.

## Bibliografie
Duncan veröffentlichte viele Artikel im eigenen Journal und schrieb gelegentlich für die Edinburgh Review
- ab 1803: Edinburgh New Dispensary (mehrere Auflagen und Übersetzungen)
- 1809: Treatise on the Diseases which are incident to Sheep in Scotland
- 1818 Reports of the Practice in the Clinical Wards of the Royal Infirmary of Edinburgh